# Сарс (рабочий посёлок)
Сарс — посёлок городского типа в Октябрьском районе Пермского края России.

## География
Расположен в верховьях реки Сарс (бассейн Камы), в 7 км от железнодорожной станции Чад на линии Казань — Екатеринбург.
Рядом находятся также деревни Малый Сарс, Большой Сарс и село Русский Сарс.
В окрестностях Сарса расположено большое количество пещер и родников.
Климат
Климат характеризуется как умеренно континентальный, с холодной продолжительной снежной зимой и коротким тёплым летом. Среднегодовая температура воздуха — +0,3 °C. Средняя температура воздуха самого холодного месяца (января) — −16,3 °C (абсолютный минимум — −49 °C); самого тёплого месяца (июля) — +16,5 °C (абсолютный максимум — +37 °C). Среднегодовое количество осадков составляет около 600 мм, из которых большая часть выпадает в тёплый период. Снежный покров держится в течение 160—170 дней.

## Население
| 1959  | 1970  | 1979  | 1989  | 2002  | 2006  | 2007  | 2009  | 2010  |
| ----- | ----- | ----- | ----- | ----- | ----- | ----- | ----- | ----- |
| 4646  | ↘4540 | ↗4993 | ↗5817 | ↘5542 | ↘5500 | →5500 | ↗5591 | ↘5043 |
| 2012  | 2013  | 2014  | 2015  | 2016  | 2017  | 2018  | 2019  | 2020  |
| ↗5065 | ↗5092 | ↗5097 | ↘5005 | ↘4964 | ↘4931 | ↘4894 | ↘4857 | ↗4864 |
| 2021  | 2023  |       |       |       |       |       |       |       |
| ↘4577 | ↘4541 |       |       |       |       |       |       |       |

## История
Поселок Сарс был основан в 1859 году. Статус посёлка городского типа — с 1939 года.

## Известные уроженцы, жители
Во время войны в посёлке жили эвакуированные из Ленинграда. Среди них Валентина Сергеевна Доладугина, будущий лауреат Государственной премии СССР (1971), в 1942 комсорг Сарсинского стекольного завода, затем заместитель начальника ОТК и учитель математики Сарсинской школы.

## Инфраструктура
В посёлке Сарс существовал стекольный завод. В годы войны на его базу был эвакуирован Ленинградский оптико-механический завод. После войны завод перешел на лесопиление и деревообработку. В настоящее время не работает.